# 熊谷市立富士見中学校
熊谷市立富士見中学校（くまがやしりつふじみちゅうがっこう）は、埼玉県熊谷市中央にある公立中学校。学級数19クラス、生徒数660名超え。

## 近隣の施設
- 箱田保育所
- 熊谷市立熊谷西小学校
- 熊谷市立熊谷東小学校
- 熊谷スポーツ文化公園

## 著名な出身者
- 相島一之（俳優）
- 秋山優（元タレント）
- 古賀淳也（水泳選手）
- 柿沼謙太（元プロレスラー）
- 原田勇雅（声楽家）
- 吉田舜（サッカー選手）
- 新井萌花（グラビアアイドル）